# 양재훈 (레슬링 선수)
양재훈(1981년 5월 3일~)은 대한민국의 레슬링 선수이다. 2003년과 2008년, 2013년 아시아 선수권 대회의 은메달리스트이다.